# Anita Björk
Anita Barbro Kristina Björk Hirsch (ur. 25 kwietnia 1923 w Tällbergu, zm. 24 października 2012 w Sztokholmie) – szwedzka aktorka teatralna i filmowa.
Od 1945 na scenie (Gruszeńka – Bracia Karamazow, Eliza – Pigmalion), zyskała sławę kreacją w filmowej adaptacji dramatu Augusta Strindberga Panna Julia (1951) w reżyserii Alfa Sjöberga, uznaną za najdoskonalsze studium psychologiczne tej postaci. Jej kolejne role w filmach amerykańskich, niemieckich i szwedzkich były zabarwione niepokojącą dwuznacznością i silną zmysłowością (m.in. Aleksandre pär Mai Zetterling 1964, Polowanie na czarownice Anji Breien 1981).

## Wybrana filmografia
- 2000 – Bildmakarna (Teatr telewizji; Ingmar Bergman)
- 1997 – Larmar och gör sig till (Teatr telewizji; Ingmar Bergman)
- 1996 – Intymne zwierzenia (Enskilda samtal) (Teatr telewizji; Ingmar Bergman)
- 1993 – Snoken (serial telewizyjny)
- 1992 – Markisinnan de Sade (Teatr telewizji; Ingmar Bergman)
- 1992 – Den goda viljan (script: Ingmar Bergman)
- 1989 – Flickan vid stenbänken (miniserial)
- 1986 – Amorosa
- 1979 – Spadek (Arven)
- 1978 – Tribadernas natt (Teatr telewizji)
- 1969 – Ådalen 31
- 1964 – Zakochane pary (Älskande par)
- 1963 – Misantropen (Teatr telewizji)
- 1962 – Vita frun
- 1961 – Tragiczny zamach (Square of Violence)
- 1960 – Tärningen är kastad
- 1958 – Körkarlen
- 1958 – Mannekäng i rött
- 1958 – Dama w czerni (Damen i svart)
- 1956 – Sången om den eldröda blomman
- 1956 – Moln över Hellesta
- 1956 – Der Cornet – Die Weise von Liebe und Tod
- 1955 – Hamlet (Teatr telewizji)
- 1955 – Giftas
- 1954 – Ciemne sprawki (Night People)
- 1952 – Kobiety czekają (Kvinnors väntan)
- 1951 – Panna Julia (Fröken Julie)
- 1950 – Kvartetten som sprängdes
- 1947 – Kobieta bez twarzy (Kvinna utan ansikte)
- 1947 – Det kom en gäst
- 1944 – Räkna de lyckliga stunderna blott
- 1942 – Himlaspelet